# Таза – Ал-Хосейма – Таунат
Таза – Ал-Хосейма – Таунат (на арабски: تازة الحسيمة تاونات) е провинция в Северно Мароко, разположена между хребетите Ер Риф и Среден Атлас.
Населението на провинцията е 1 807 113 души (преброяване, 2004), а територията ѝ – 24 155 км².
Административен, търговски и промишлен център на провинцията е град Таза. В него са интересни големите крепостни стени от XII в. и голямата джамия от същия период. Има и по-малки джамии с високи минарета, медресета, най-старото от които е от XIV век.